# Krzyki (arrondissement de Wrocław)
Pour les articles homonymes, voir Krzyki.

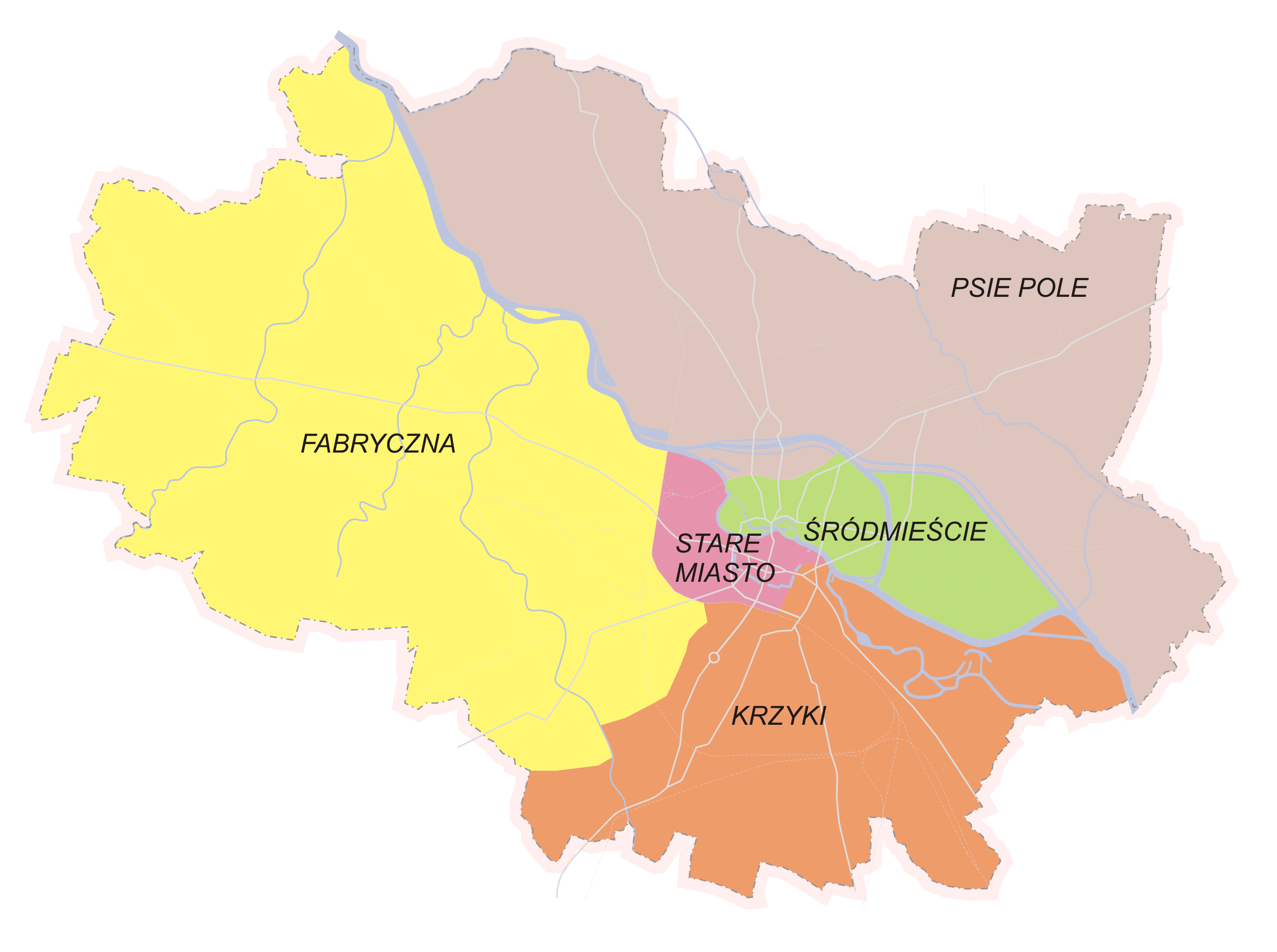
Plan de Wrocław

Krzyki (en allemand Krietern) est un arrondissement de Wrocław en Pologne, situé dans la partie sud de la ville. Le même nom est porté par un quartier de l'arrondissement, le quartier de Krzyki.

## Sites remarquables de l'arrondissement
- Église St. Lazare - (kościół św. Łazarza)
- Église St. Maurice - (kościół św. Maurycego)
- Église St. Augustin - (kościół św. Augustyna)
- Église St. Charles Borromée - (kościół św. Karola Boromeusza)
- Château d'eau de l'allée Wiśniowa - (Wieża ciśnień przy alei Wiśniowej)
- Château d'eau de la rue Na Grobli - (Wieża ciśnień przy ul. Na Grobli)
- Poltegor
- Gare centrale de Wrocław - (Dworzec Główny)

## Liste des quartiers de l'arrondissement
(ainsi que la date d'intégration à la ville)
- Bieńkowice (1951)
- Bierdziany (1928)
- Borek (1897)
- Brochów (1951)
- Dworek (1868)
- Gaj (1904)
- Glinianki (1868)
- Huby (1868)
- Jagodno (1951)
- Klecina (1951)
- Krzyki (1928)
- Księże Małe i Wielkie (1928)
- Lamowice Stare (1951)
- Nowy Dom (1928)
- Ołtaszyn (1951)
- Opatowice (1928)
- Południe (1868)
- Przedmieście Oławskie (1808)
- Rakowiec (1904)
- Siedlec (1928)
- Świątniki (1928)
- Tarnogaj (1904)
- Wilczy Kąt (1808)
- Wojszyce (1951)